# SWTPC

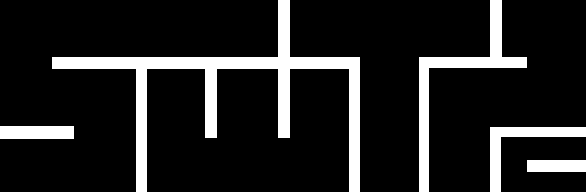
SWTPCのロゴ

サウスウェスト・テクニカル・プロダクツ・コーポレーション（Southwest Technical Products Corporation）、通称SWTPCは、かつてアメリカ合衆国にあった電子工作キットや初期のマイクロコンピュータを製造・販売していた会社である。
1964年にテキサス州サンアントニオでDEMCO（ダニエル・E・メイヤー・カンパニー）として設立され、1967年に法人化してSWTPCとなった。1990年頃にポイント・システムズ(Point Systems)に社名を変更し、その数年後に廃業した。

## 概要
1960年代には、『ポピュラーエレクトロニクス』や『ラジオ＝エレクトロニクス』など、多くのホビイスト向けの電子機器雑誌が電子工作に関する記事を掲載していたが、その多くは、それを製作したいと考えた読者のために、部品のキットを提供する会社を記事の執筆者が手配していた。ダニエル・メイヤーもそのような執筆者の一人だったが、彼は自らキットの販売を行い、成功した。彼はさらに、ドン・ランカスターやルイス・ガーナーら、他の執筆者のキットの販売も開始した。1967年から1971年の間に、SWTPC社は『ポピュラーエレクトロニクス』の記事のキットを50種類以上販売した。その多くは、Hi-Fi、ユーティリティアンプなどのオーディオ機器や、ICL8038を使用したファンクションジェネレータなどの試験用機器だった。
1972年、SWTPC社の数多くのキットを販売し、商品カタログは32ページにもなった。1975年1月、SWTPC社はコンピュータ端末キット「TVタイプライター」(CT-1024)を発表した。1975年11月までに、SWTPC社はモトローラのMPUを使用した完成品のマイクロコンピュータを製造・販売するようになっていた。それから5年程度で同社は急成長し、従業員は100人以上になった。
1975年にコンピュータキットを販売していた会社のほとんどは、1978年までには廃業していたが、SWTPC社は1980年代半ばまでコンピュータを製造していた。しかし、その頃には、パーソナルコンピュータの世界はIBM PCやその互換機に支配されていた。1987年頃、SWTPCはPOSシステムの製造販売に移行し、社名をポイント・システムズに変更した。この新しい会社は数年しか存続しなかった。

## マイクロコンピュータの先駆者として
マイクロプロセッサ（CPUチップ）が利用可能になると、SWTPC社はホビイスト以外の人々にもマイクロコンピュータを提供する最初の会社の一つとなった。SWTPC社は、モトローラのMC6800や後継のMC6809を使用したマイクロコンピュータを製造していた。これらの製品の多くは、完成品だけでなくキット形式でも入手可能だった。SWTPC社はまた、コンピュータ端末、筐体、プロセッサカード、メモリカード、マザーボード、I/Oカード、ディスクドライブシステム、テープストレージシステムを設計し、製造・販売した。
同社のビデオ端末は、TVタイプライターから始まり、多くの初期のSWTPCシステムの重要な一部となったCT-64端末システムへ進化した。その後、より高度なCT-82が導入され、さらにグラフィカル端末であるGT-6144グラフィック端末が導入された。さらに後に、SS-50バスプラグインボードである"Data Systems 68 6845 Video Display Board "が導入され、キーボードをこのボードに接続することができた。これにより、外部端子は不要となった。
SWTPC社のSS-50バックプレーンバスは、他の会社（Midwest Scientific Inc、Smoke Signal Broadcasting、Gimix、Helix、Tano、Percom Data、Safetranなど）にも採用され、Helix社によりMC68000向けのSS-64に拡張された。SWTPC社はまた、マイクロコンピュータのユーザが利用できる初の手頃な価格のプリンタを設計した。それはレシートのプリンタのメカニズムに基づいたものだった。
Technical Systems Consultants(TSC)社は、SWTPC互換ハードウェア用のソフトウェアを提供していた。同社のソフトウェアには、オペレーティングシステム(Flex, mini-FLEX, FLEX09, UniFLEX)や様々なプログラミング言語（BASIC、FORTRAN、Pascal、C言語、アセンブラなど）やその他のアプリケーションがあった。他にも、Introl社のCコンパイラ、Omegasoft社のPascalコンパイラ、英国ケンブリッジのLucidata Pascalシステム、各種表計算ソフトやワープロソフトなどがサードパーティから提供された。1980年頃までにTSC社は、DMA 8インチフロッピーディスクと拡張メモリを搭載した6809システム用のUnix系マルチユーザ・マルチプログラミングOS(UniFlex)を開発していた。TSC社のいくつかの言語は、Lucidata Pascalシステムと同様にUniFlexに移植された。SWTPC社のソフトウェアカタログには、SWTPC社自身だけでなく、TSC社など多くの会社のソフトウェアが掲載されていた。

## 製品ギャラリー

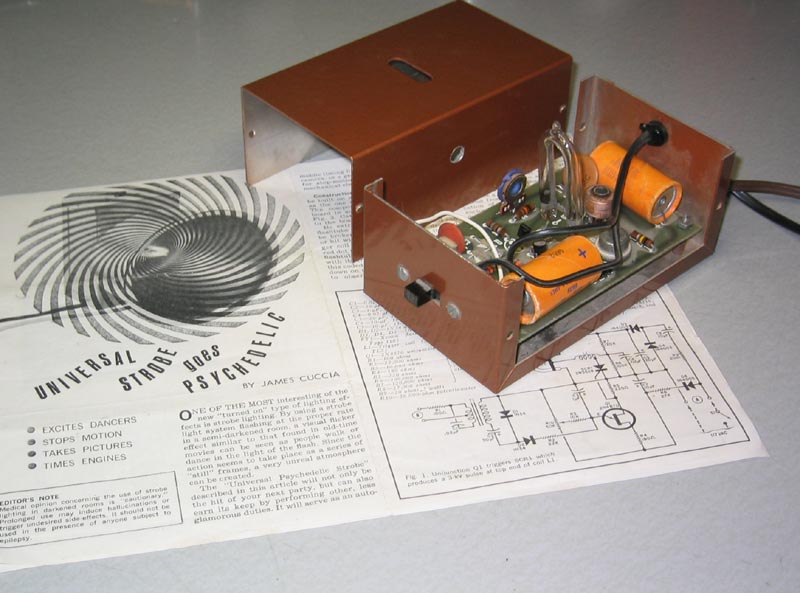
ユニバーサルストロボライト（英語版）（1968年）
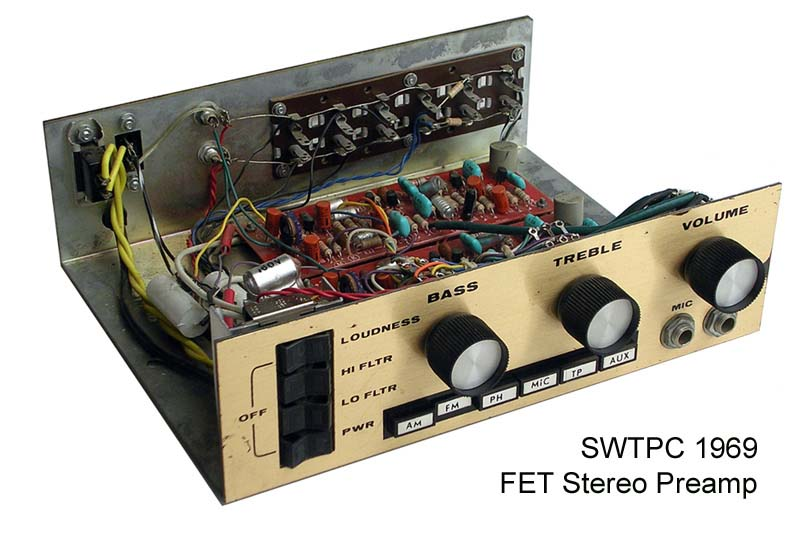
ステレオプリアンプ（1969年）
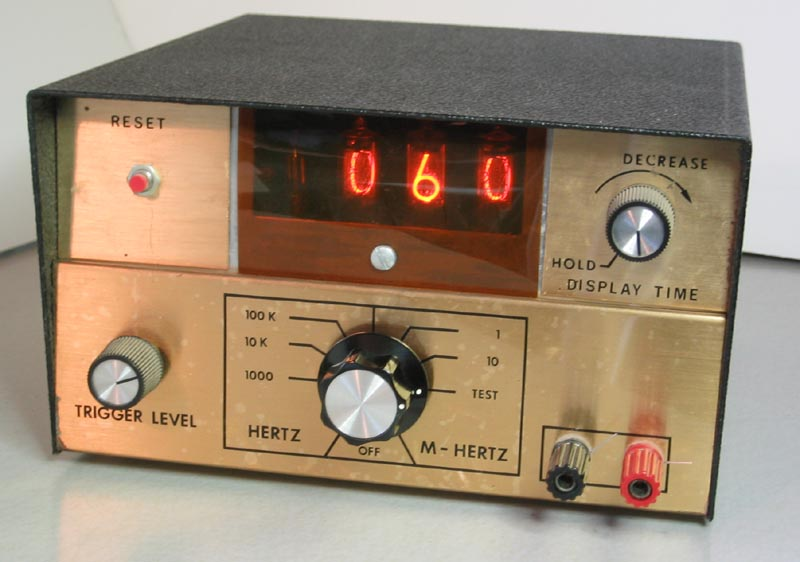
周波数カウンタモジュール（1970年）
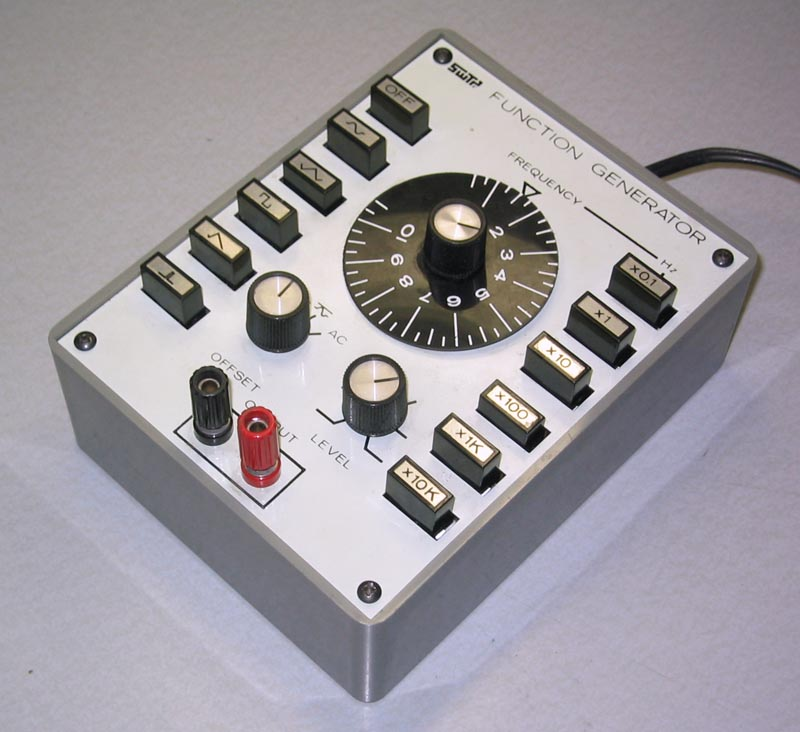
ICL8038を使用したファンクションジェネレータ（1973年）
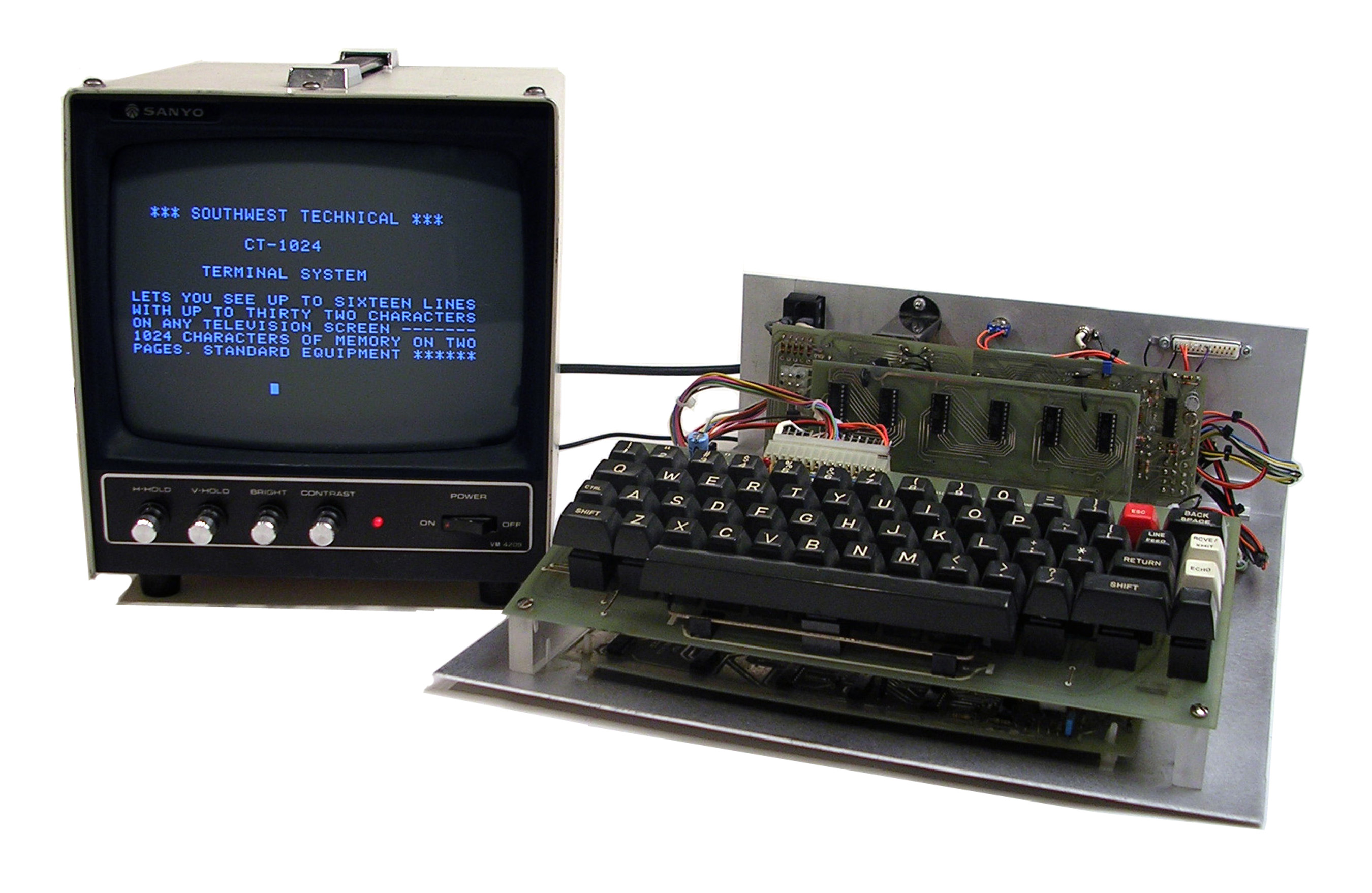
CT-1024端末とモニター（1975年1月）
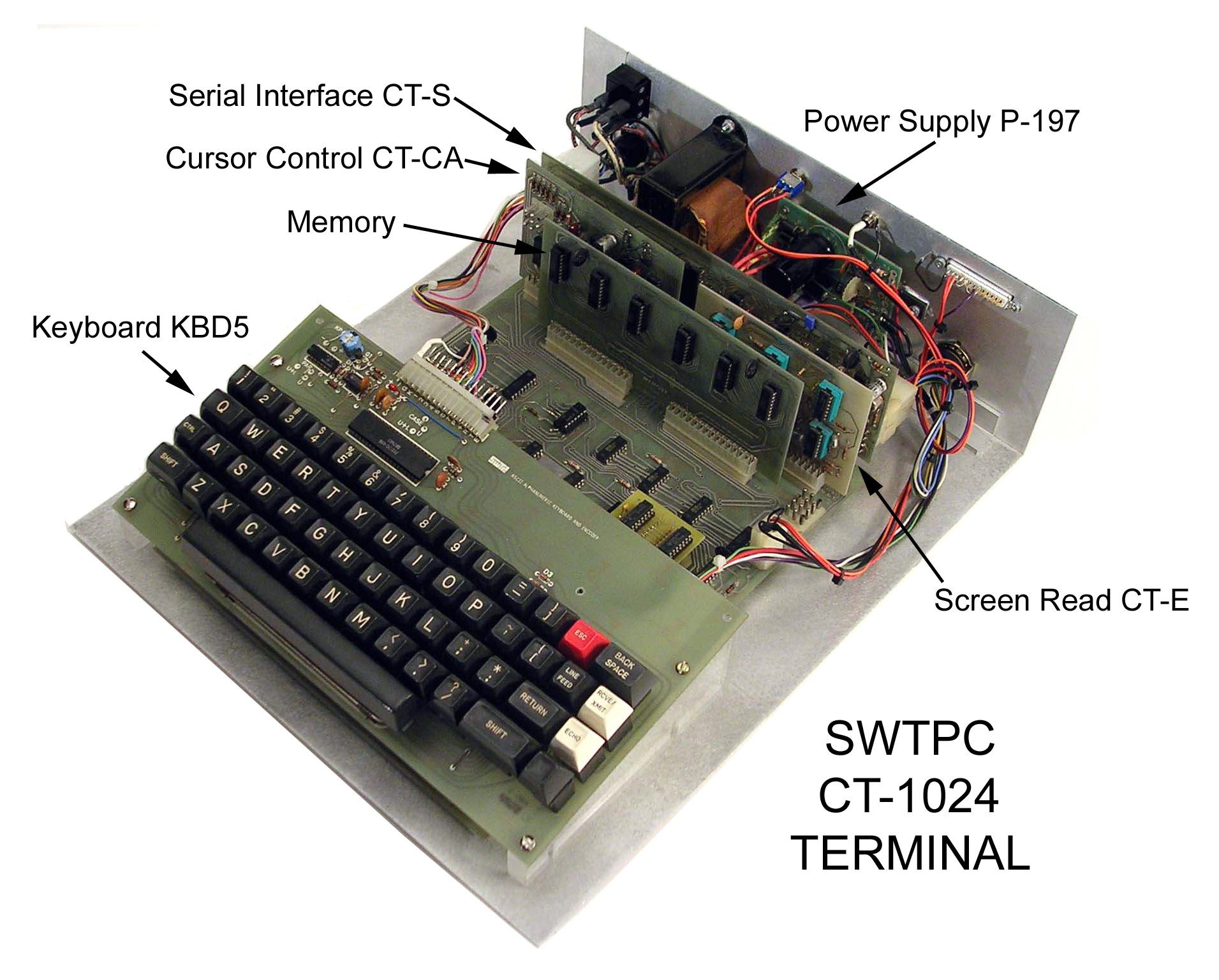
CT-1024 Terminal System（1975年1月）
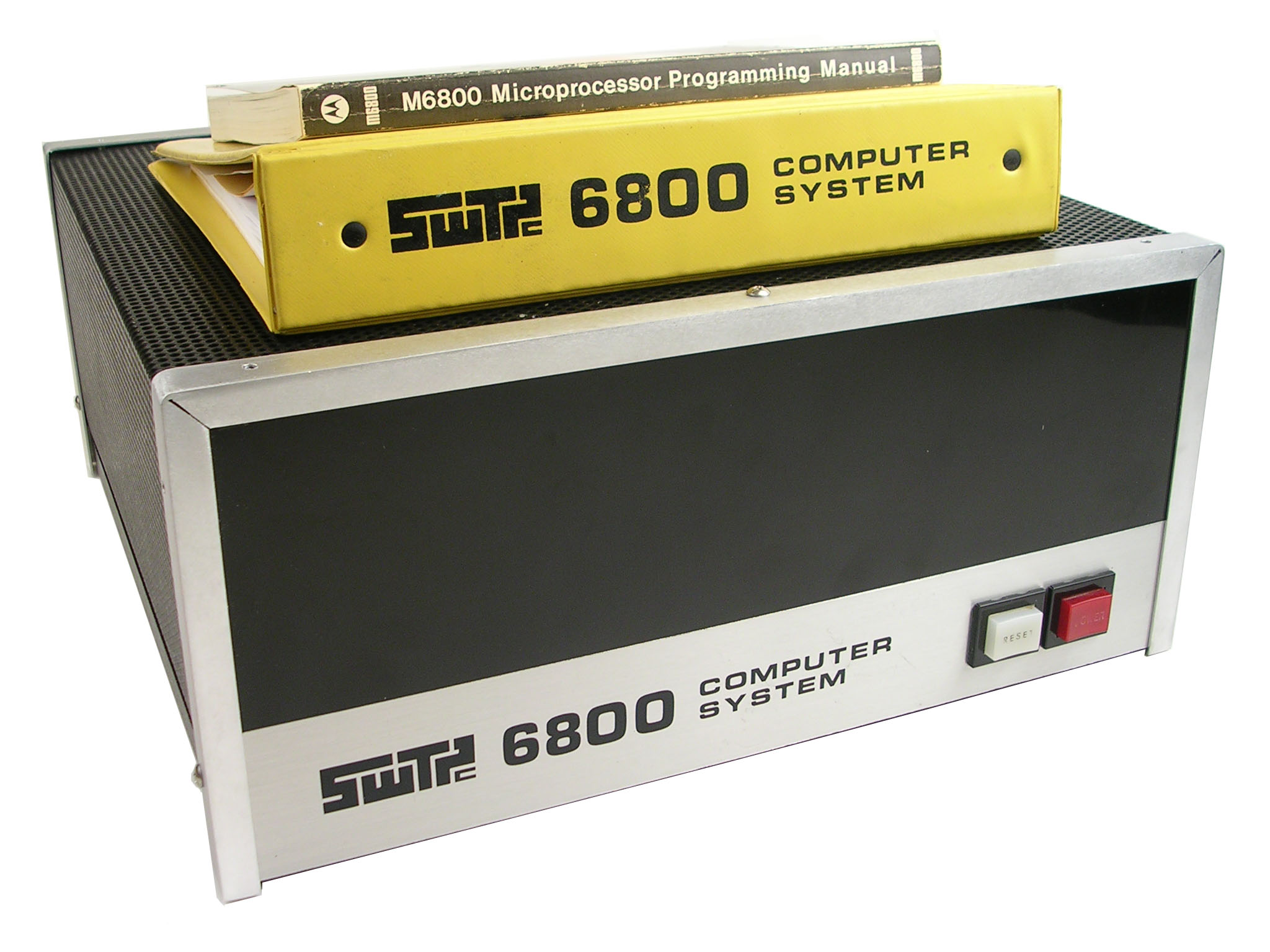
SWTPC 6800 Microcomputer System（1975年11月）
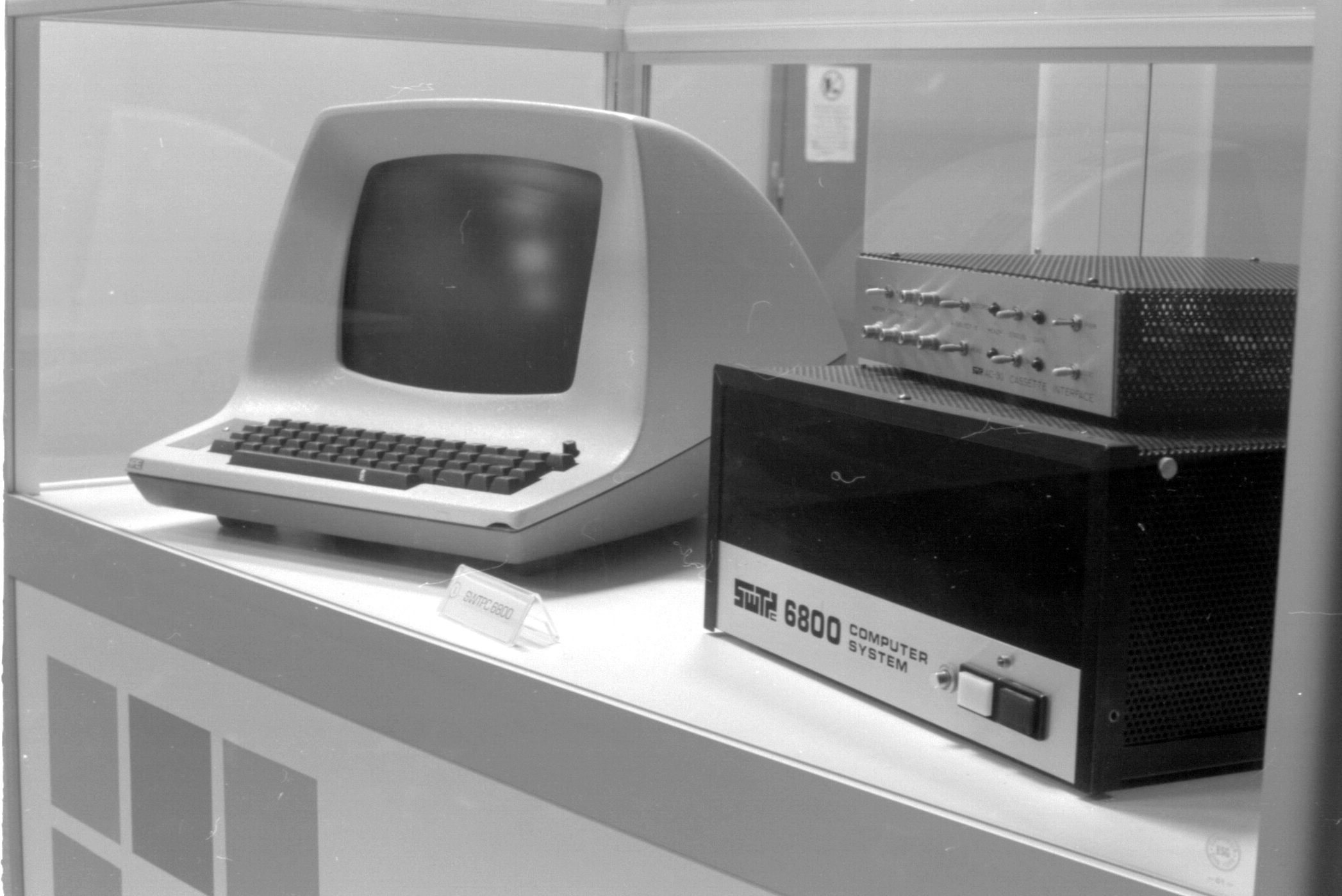
SWTPC 6800 Microcomputer System （1975年11月）
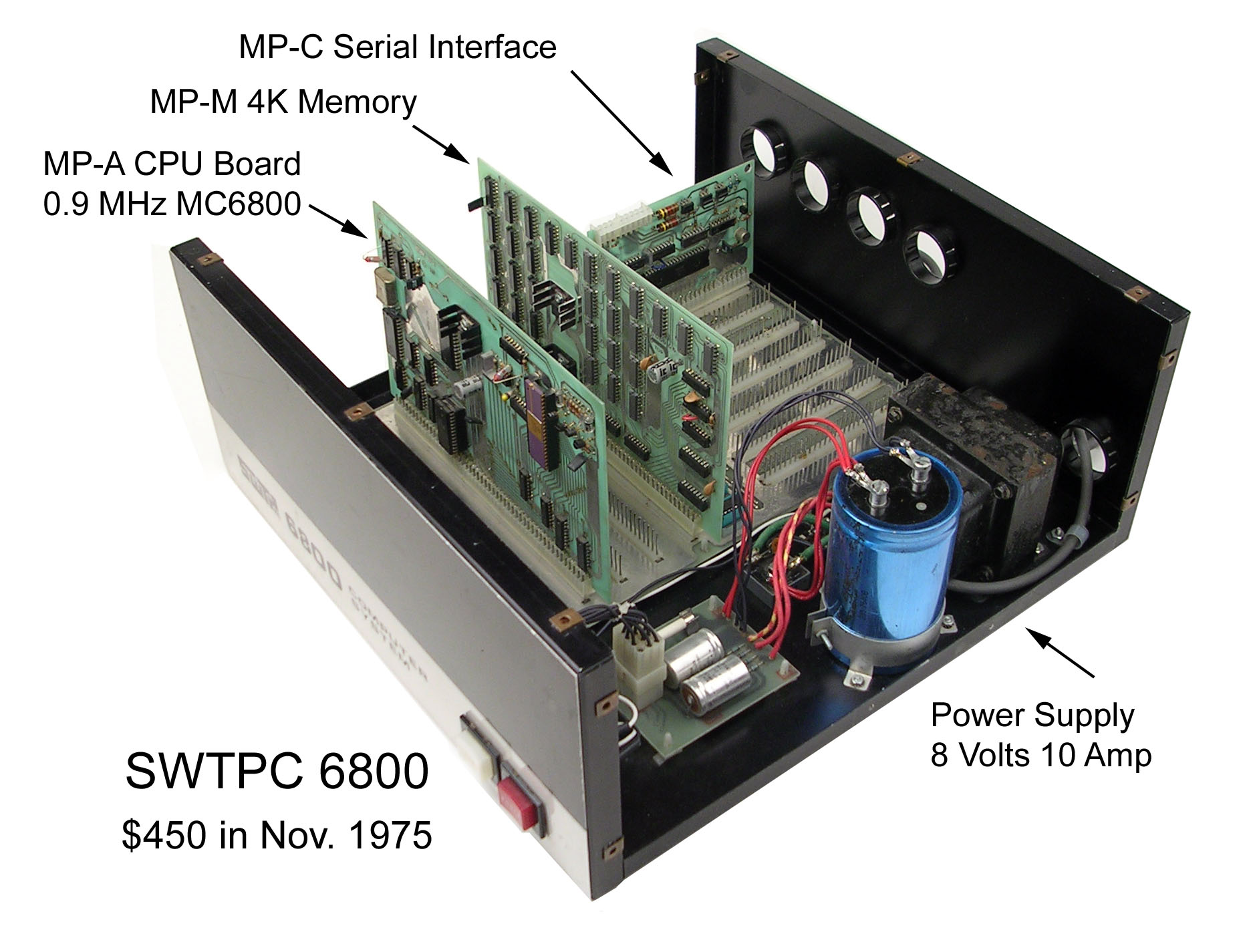
SWTPC 6800 Microcomputer System（1975年11月）
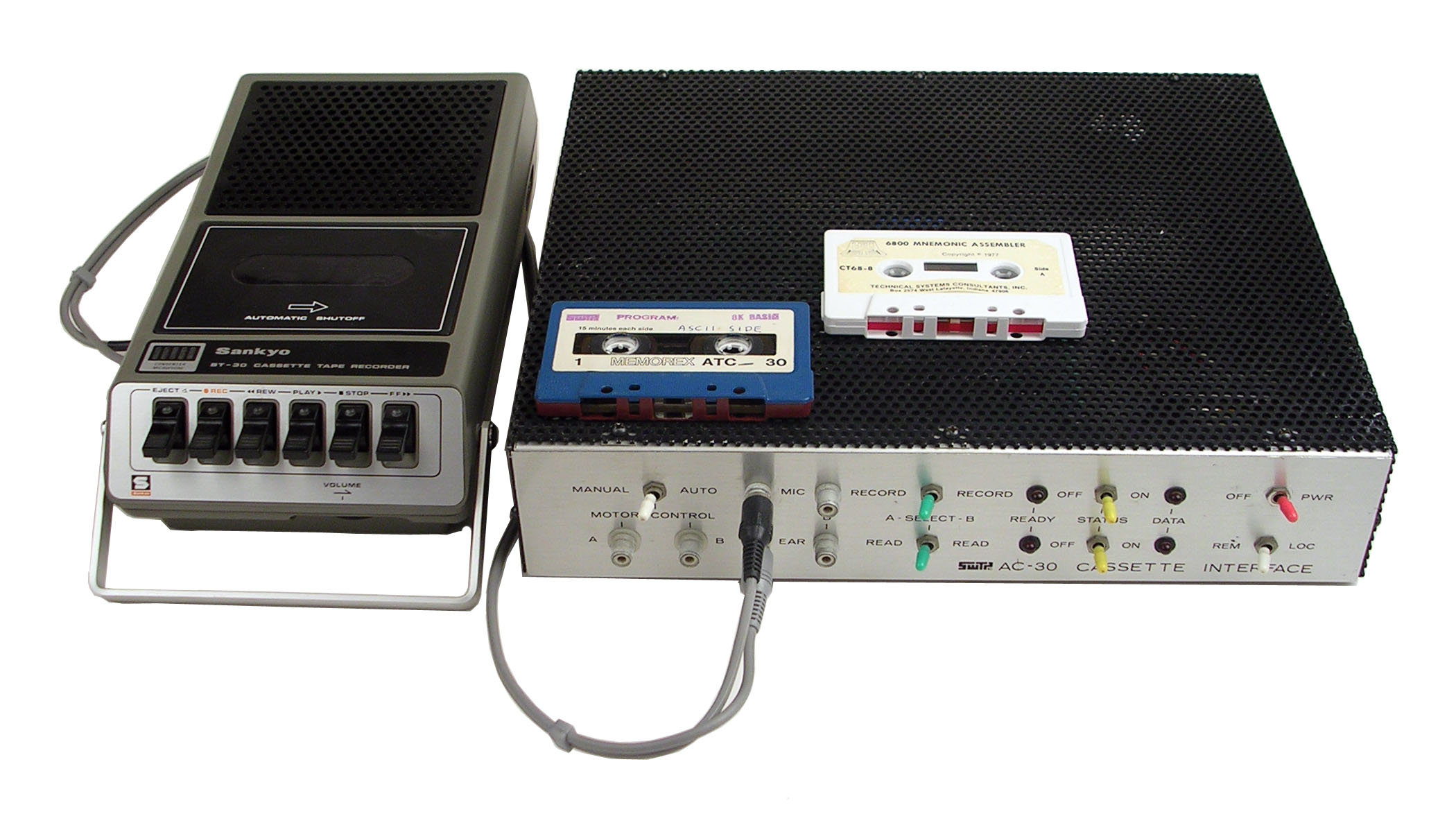
SWTPC AC-30 カセットインターフェイス（1976年7月）